# Володарська сільська рада (Первомайський район)
Волода́рська сільська рада (рос. Володарский сельский совет) — сільське поселення у складі Первомайського району Оренбурзької області Росії.
Адміністративний центр — селище Володарський.

## Населення
Населення — 3390 осіб (2019; 3119 в 2010, 3251 у 2002).

## Склад
До складу сільської ради входять:
| Населений пункт      | Населення, осіб (2002) | Населення, осіб (2010) |
| -------------------- | ---------------------- | ---------------------- |
| Веснянка, селище     | 200                    | 91                     |
| Володарський, селище | 1972                   | 1943                   |
| Зарево, селище       | 242                    | 249                    |
| Маєвка, селище       | 331                    | 339                    |
| Пономарьово, селище  | 506                    | 497                    |